# Pólko (baza harcerska)
Harcerski Ośrodek Obozowy Pólko – baza obozowa hufca ZHP Bydgoszcz-Miasto położona nad Kanałem Lateralnym, odnogą Zalewu Koronowskiego. Historia ośrodka rozpoczęła się 1966 roku, a stałe zabudowania powstały na początku lat siedemdziesiątych. Od 1993 r. corocznie odbywają się w Pólku zloty Hufca Bydgoszcz-Miasto.

## O ośrodku
Hufiec ZHP Bydgoszcz-Miasto dysponuje trzema ośrodkami obozowymi, z których największym jest HARCERSKI OŚRODEK OBOZOWY w PÓLKU
nad Zalewem Koronowskim. Z ośrodka można wyruszyć na wędrówki piesze lub rowerowe, zwiedzać pobliskie miejscowości: Koronowo, gdzie znajduje się tama z elektrownią wodną, Pieczyska, Kręgiel, Nowy Jasiniec z ruinami Zamku Krzyżackiego z XVI wieku, Stopka czy Samociążek.

## Rys historyczny
- główni budowniczy Harcerskiego Ośrodka Szkoleniowo-Wypoczynkowego w Pólku to hm. Stanisław Kwiatkowski i hm. Władysław Lewandowski
- V 1961 rok – Tadeusz Piskozub (dyrektor SP nr 2 w Koronowie) „wyszukuje” teren obecnego Ośrodka na miejsce biwaków dla młodzieży ze szkół koronowskich
- IX 1961 rok – pierwszy biwak w Pólku dla uczniów LO w Koronowie organizowany przez hm. Eugeniusza Banaszewskiego
- VII 1964 rok – obóz VI LO z Bydgoszczy zorganizowany przez hm. Barbarę Grodzką i hm. Andrzeja Grodzkiego
- 1966 rok – hm. Stanisław Kwiatkowski, hm. Kazimierz Sielski, hm. Władysław Lewandowski i hm. Eugeniusz Banaszewski, po konsultacji z drużynowymi Komendy Hufca ZHP Bydgoszcz powiat podejmują decyzję o rozpoczęciu stałej zabudowy Ośrodka w Pólku.
- 1966 rok – hm. Władysław Lewandowski jako koordynator budowy, nie bacząc na pełnione funkcje zawodowe, podobnie jak dh hm. Stanisław Kwiatkowski i hm. Leszek Lorenc aktywnie włączają się do budowy.
- 1967 – powołanie Społecznego Komitetu Budowy Powiatowego Młodzieżowego Ośrodka Szkoleniowo-Wypoczynkowego – uczczenie XXV rocznicy powstania Polski Ludowej (prawie wszyscy włączyli się społecznie do budowy ośrodka tylko murarz i jego pomocnik byli zatrudnieni)
- 1967-1967 opracowanie planów budowlanych, budowa zaplecza socjalno – technicznego
- 1970 – I obóz żeglarski na terenie ośrodka w Pólku
- 27.05.1973 – komendant Bydgoskiej Chorągwi ZHP hm. Andrzej Grodzki oficjalnie przekazuje HOSW Pólko Hufcowi ZHP Bydgoszcz powiat
- 1975 rok – zmiany administracyjne, likwidacja powiatów a tym samym Hufca ZHP Bydgoszcz-powiat
- 19.10.1976 rok – komendant Hufca ZHP Bydgoszcz Miasto hm. Jerzy Garczyński, zgodnie z decyzją Komendy Chorągwi ZHP przejmuje HOSW Pólko. Nadzór nad Ośrodkiem przekazuje swojemu zastępcy hm. Januszowi Pruskiemu.
- 1976-1982 rozbudowa ośrodka
- 1979 – pierwsza znacząca akcja letnia z udziałem pionierów z kilku państw – BANJO – ośrodek gościł wówczas młodzież z Anglii, Francji, Czechosłowacji, NRD i ZSRR kolejne lata to drobne remonty, modernizacja, odnawianie elewacji, itd. od 1993 co roku spotykają się wszystkie drużyny bydgoskie na Zlocie Hufca Bydgoszcz-Miasto, przez wiele lat gościnnie przybywali także harcerze z pobliskiego Koronowa.
- 2003 rok – strategia rozwoju Harcerskiego Ośrodka Obozowego na lata 2005-2009

, między innymi z uczniowskich klubów sportowych, kół TPD, Domów Kultury, Pałacu Młodzieży, OHP, Spółdzielni Mieszkaniowych czy Kuratorium Oświaty. Ośrodek odwiedzali także goście z zagranicy: pionierzy i skauci z: NRD (pierwszy obóz 1974 r.), Francji i Danii (1980 r.), Ukrainy (1984-95), Belgii (1990) a nawet Rwandy (1990 r.)

## Komendanci ośrodka
Od 1965 roku, kiedy akcja biwakowa, a także obozowa na dobrze rozwinęła się w Pólku, mimo że nie było tu zabudowanej bazy, Hufiec ZHP Bydgoszcz powiat traktował Polko jako własne miejsce obozowania zuchów i harcerzy. Od 1965 roku piecze nad akcją letnią na kolejnych osiem lat powierzono hm. Eugeniuszowi Banaszewskiemu i hm. Irenie Bugalskiej. Oboje więc byli pierwszymi komendantami Pólka.
- 1976–1977 – hm. Marek Figiel
- 1978 – hm. Jerzy Karwowski
- 1979 – kierownik administracyjny Pólka – pwd. Kazimierz Burnicki
  - komendant zgrupowania – hm. Krystyna Sosińska
- 1980 – hm. Marek Figiel
- 1981–1997 – hm Marian Ogórkiewicz
- 1998–2002 – hm. Piotr Nawrocki – Komendant Hufca Bydgoszcz-Miasto
- 2003 – hm. Beata Szmyt – Komendantka Hufca Bydgoszcz-Miasto
- 2004 – phm. Agnieszka Makulska – Z-Ca Komendantki Hufca Bydgoszcz-Miasto
- 2005–2007 – phm. Krzysztof Machtel
- 2008–2011 – dh. Marek Watkowski
- 2011 – hm. Wojciech Chwil – Z-Ca Komendantki Hufca Bydgoszcz-Miasto